# Auto1 Group

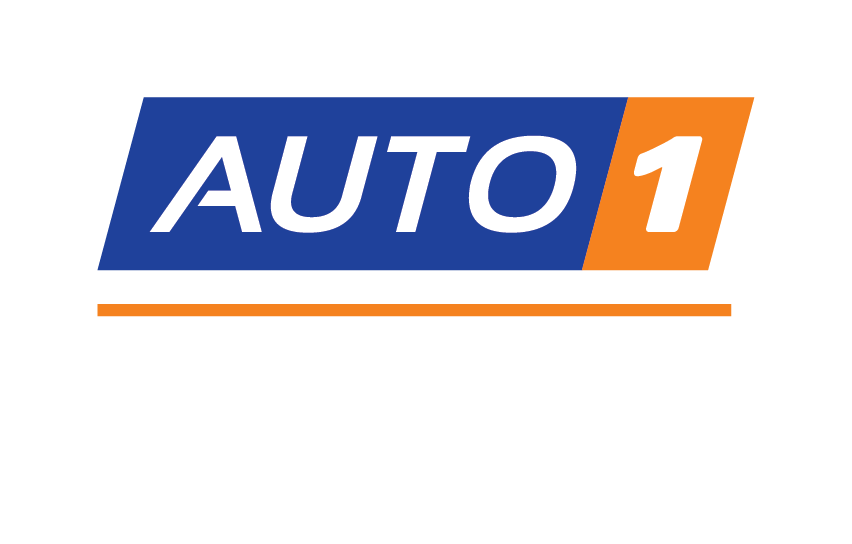
Företagets logotyp

Auto1 Group (egen stavning: AUTO1) är ett företag som grundades 2012 med säte i München och administrativa huvudkontor i Berlin. Enligt egen uppgift är det Europas största återförsäljare av begagnade bilar.
Företaget grundades av Christian Bertermann och Hakan Koç i Berlin, de ägde tillsammans cirka 30 procent av aktierna. Den 4 februari 2021 börsnoterades företaget på Frankfurtbörsen.
Auto1 har över 7 000 anställda i 30 länder och genererade försäljning på 4,2 miljarder euro under räkenskapsåret 2021. Företaget handlar med över 3 000 fordon varje dag.  
Bolaget etablerades 2014 i Sverige och huvudkontoret ligger i Alvik, Stockholm. VD är Ted Fredrik Sporre.